# Phare de l'île de Batz
Le phare de l'île de Batz, anciennement phare de l'ile de Bas, est un phare français de premier ordre établi sur un point haut de la partie ouest de l'île. Il est situé sur la commune de l'Île-de-Batz, au nord du département du Finistère en région Bretagne. Par ailleurs son utilité est de signaler le danger que représente l'île et ses abords aux navires naviguant dans ces parages de la Manche.
Électrifié et automatisé, il est classé monument historique depuis le 20 avril 2017. Une muséographie ayant pour thème le vent occupe huit salles du soubassement. Le phare et l'exposition sont ouverts à la visite.

## Situation
Le phare est situé sur le côté ouest de l'île de Batz, sur une hauteur (23 mètres). Il est à environ trente minutes de marche du port.

Situation du phare sur l'île
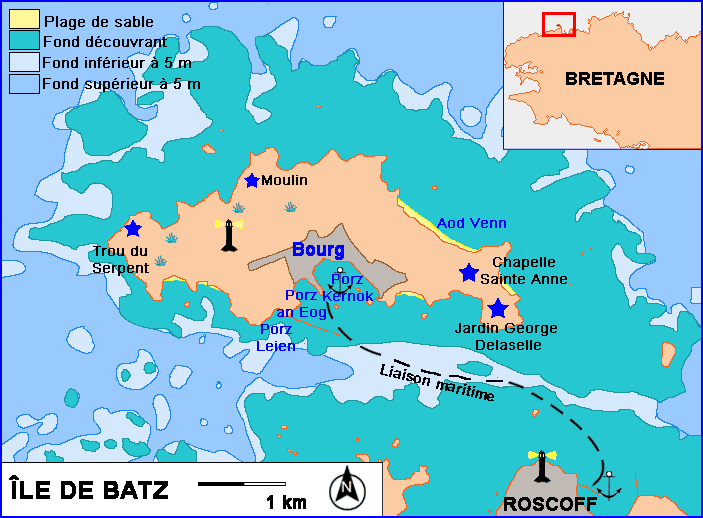
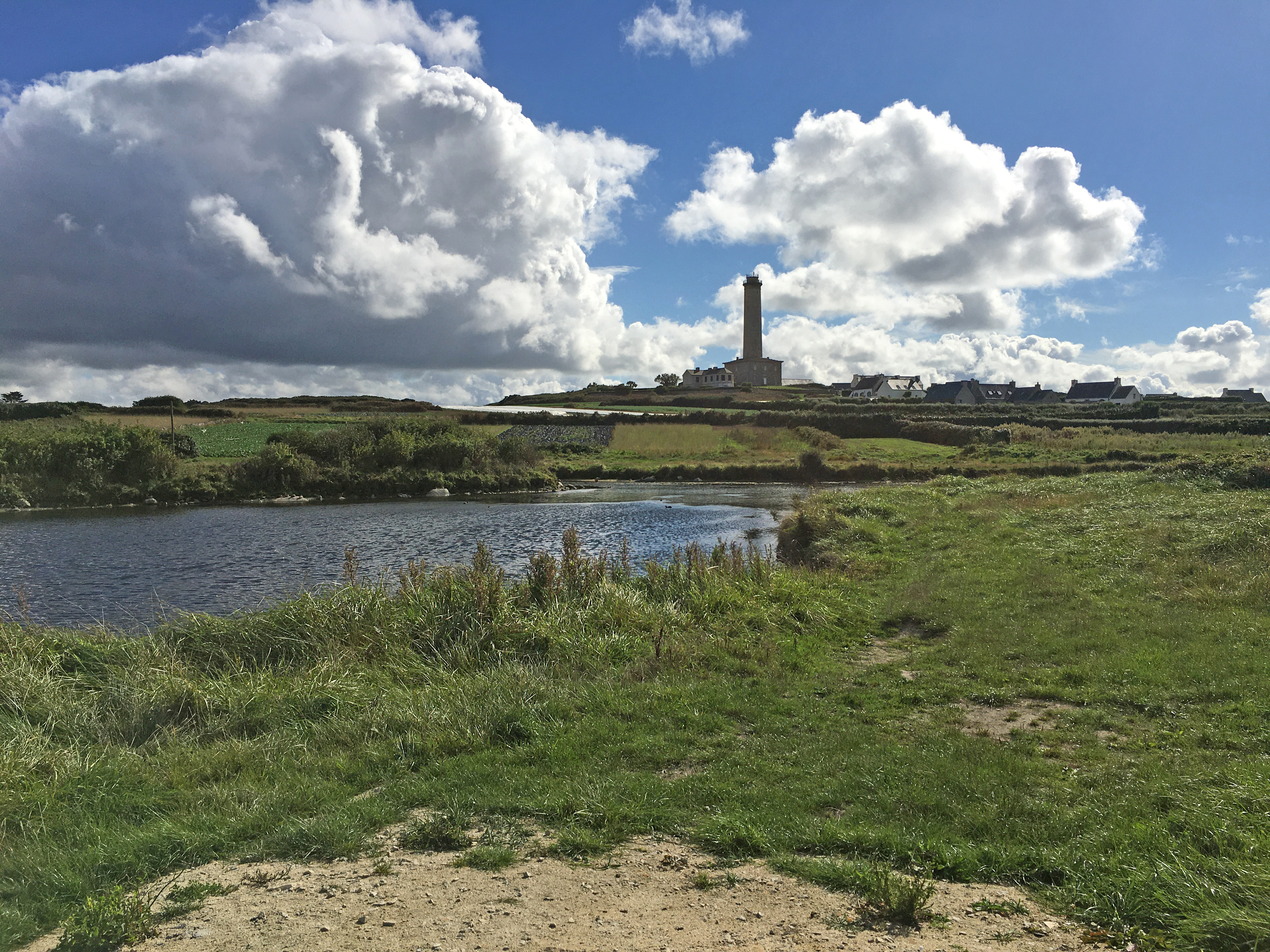
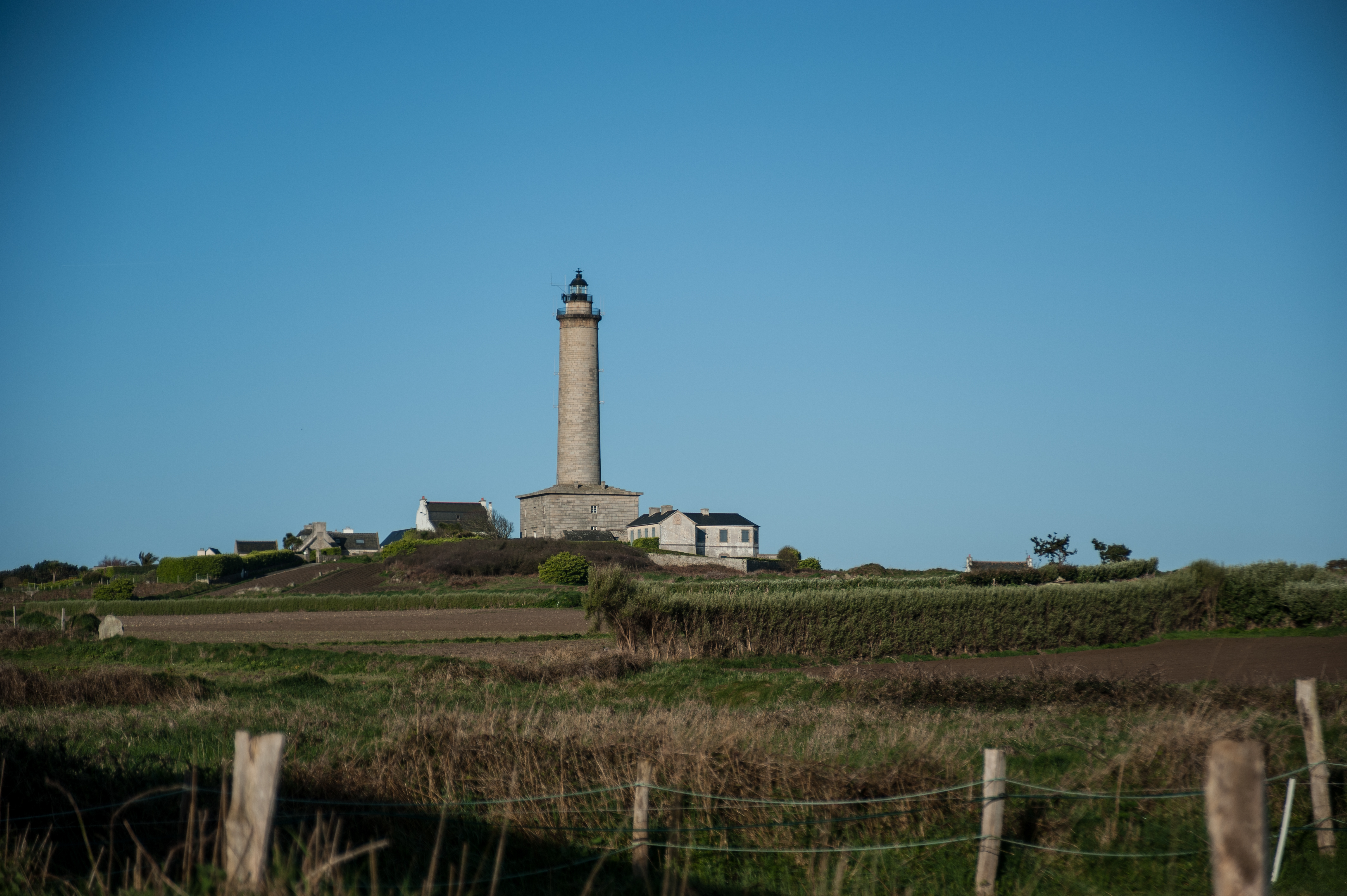

## Historique

### Construction
Dès le début du XVIIIe siècle, un phare est envisagé à cet emplacement. En effet, la marine marchande demande régulièrement que soit balisé ce rocher placé sur la route des ports de Roscoff et Morlaix.

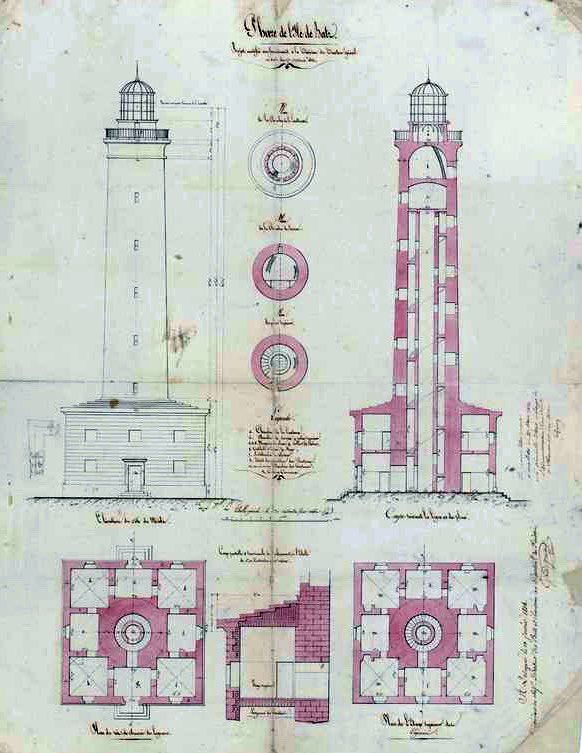
Plans de M. Goury, 1834.

C'est la commission des phares, en 1825, lorsqu'elle conçoit son « programme d'éclairage de côtes de France » qu'elle précise, pour l'« île de Bas », la présence d'un phare de premier ordre. Le phare est conçu et dessiné par l'ingénieur en chef Jean-Sébastien Goury, sur le même modèle que celui du phare de Penmarc'h, mis en chantier en 1831, qu'il vient de réaliser en s'inspirant du phare de Belle île dû aux frères Augustin et Léonor Fresnel.
L'adjudication du marché de construction a lieu le 6 décembre 1833 pour un coût de 86 854,93 fr. Elle est remportée par l'entreprise brestoise Martin. Le chantier débute en 1834. Lors de cette première campagne, il prend du retard, car les ingénieurs imposent des démolitions partielles du fait de malfaçons. 
La construction est rapidement menée, le phare est allumé le 10 octobre 1836, le chantier de sa construction montre une dépense totale de 107 732,96 fr. Sa tour à une hauteur de 40 m et son feu est à 68 m au-dessus « des pleines mers d'équinoxe ». Il dispose d'un feu à un éclat toutes les minutes, visible à 50 km. Le coût total du phare est revenu à 116 136,49 francs-or. 
Le phare est construit sur le point culminant, à 23 mètres, à l’ouest de l’île appelé Creac’h Glidic dont les rochers en relief sont abattus et taillés dans l’emplacement de la base. Il dispose d'un soubassement carré avec le logement des gardiens et des salles pour les réserves autour d'un fût central, socle d'une tour ronde dont le diamètre au sommet est légèrement plus faible qu'à sa base. En son centre elle dispose d'un noyau creux, pour le contrepoids de la lentille tournante, sur lequel s'enroule un escalier à vis qui rejoint un palier avec un escalier en fonte pour accéder à la lanterne. Le phare est construit en pierres de taille de granite provenant d'une carrière ouverte sur l'île.

### Évolutions

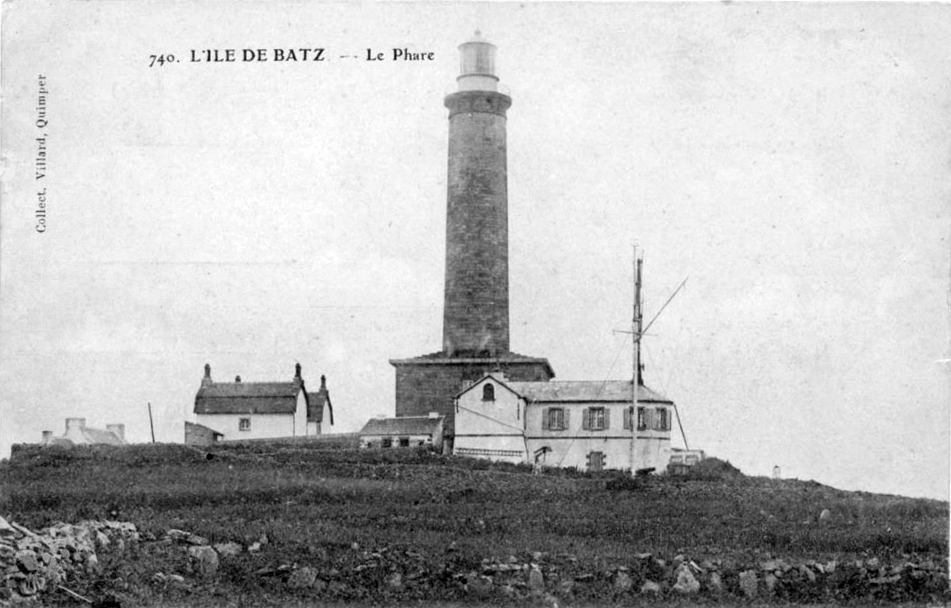
Le phare avant 1905, avec l'ancien sémaphore en service.

Au début de son fonctionnement, l'administration des Ponts et Chaussées change régulièrement de ministère de tutelle et les gardiens n'ont pas réellement de statut. C'est en 1845 que la hiérarchie s'y intéresse et décide d'en faire des fonctionnaires et de mettre en place une surveillance de leur travail. Les conducteurs sont encouragés « ils peuvent alors se rendre de nuit dans la chambre de la lanterne sans que les gardiens aient été prévenus de leur arrivée et ainsi juger de l'état du feu. C'est une mesure à généraliser : dans un service de cette importance, il ne faut négliger aucun moyen de contrôle ». Cette surveillance va notamment être appliquée sur les phares situés sur les îles. En 1877, l'inspecteur Reynaud signale : « la tenue du phare de l'île de « Bas » laisse toujours à désirer. Le chef-gardien paraît peu intelligent. Il convient de sévir ». Le message semble avoir été bien compris par Joseph Saout, le gardien chef, et ses collègues gardiens Charles Kerfriden et Jean Corre. Dès 1878, dans son rapport de surveillance, l'ingénieur Fenoux souligne les progrès qui font que le « phare de l'île de Batz est bien tenu ».
Les logements de fonction, implantés à l’ouest du phare, reçoivent une extension en 1881. Deux nouveaux pavillons, destinés cette fois au logement des « gardiens-chauffeurs », ainsi qu’une salle des machines, voient le jour à l’intérieur de l’enceinte entre 1882 et 1884, dans le contexte d’un projet d’électrification du feu qui est abandonné par la suite.
Le phare est électrifié en 1937, lorsque l’île de Batz est reliée au continent par un câble.

### État actuel du phare

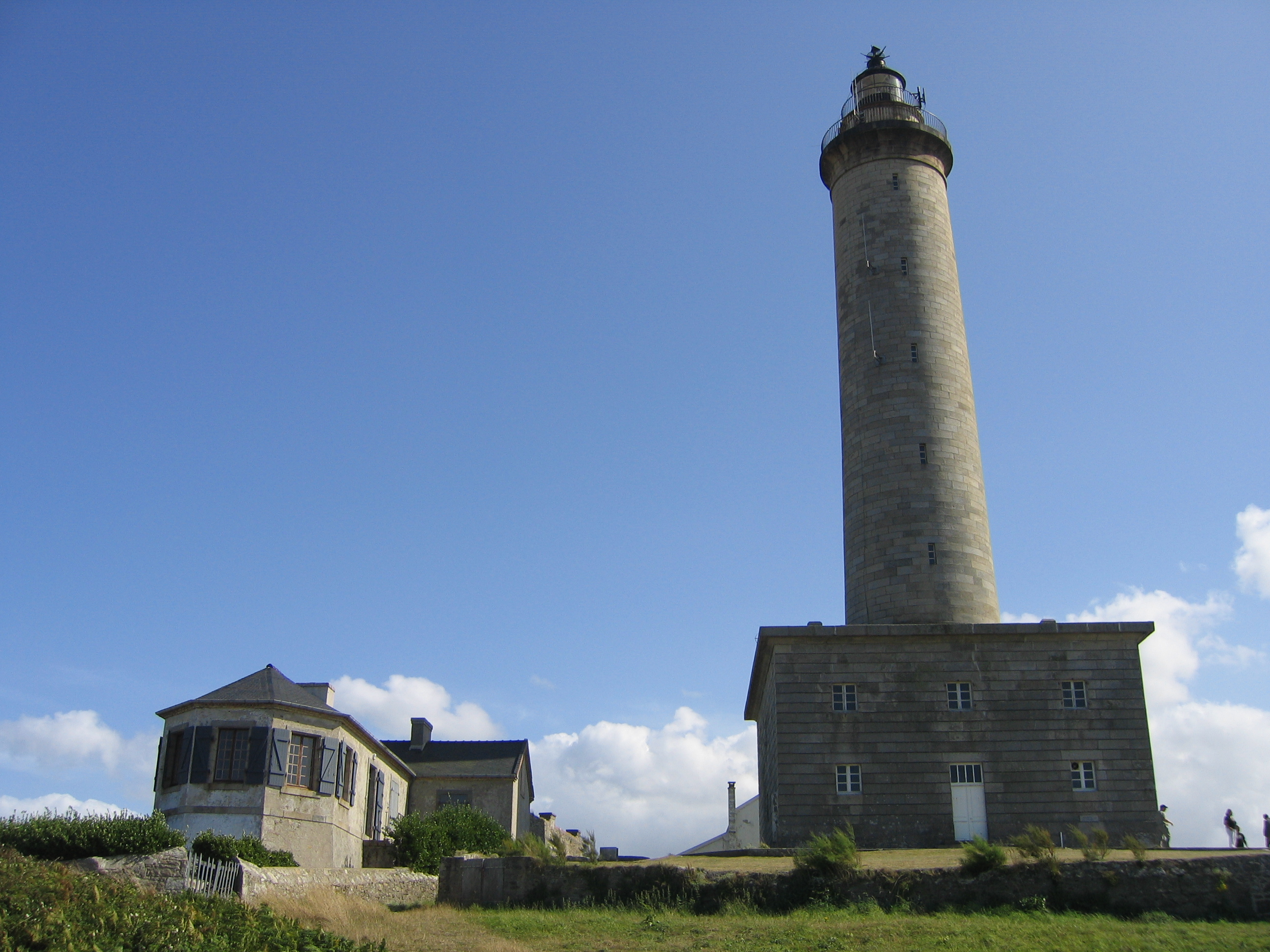
Le phare et l'ancien sémaphore.

Le feu principal est blanc à quatre éclats groupés toutes les 25 secondes, l'optique tournante est de 0,30 mètre de focale et la lampe de 70 watts. La portée est de 23 milles marins soit 42,5 km. En 1962, un feu fixe rouge auxiliaire est installé en dessous du feu principal.
Le phare est automatisé en juillet 1995 et n’est plus gardienné ni habité depuis le départ à la retraite de son dernier gardien Jean-Jacques Violant,.

Le phare est ouvert au public. Un panorama est disponible après avoir monté les 198 marches du phare (210 marches jusqu'à la lanterne) : on peut y observer l'île et le chenal, les Sept-Îles à l'est et l'île Vierge à l'ouest, en passant par l'entrée de la baie de Morlaix et la silhouette des monts d'Arrée qui se dessine à l'horizon sud.
Après la saison des visites, en 2019, la lanterne du phare mise en place après la Seconde Guerre mondiale, en 1946-1947, est démontée en quatre semaines pour être emmenée à Brest pour une grande révision et réparation. Étant un élément d'un phare classé monument historique, le chantier est assuré par la Direction régionale des Affaires culturelles (DRAC) et le Service des phares et balises. Un feu provisoire, installé pour la durée des travaux, assure une portée de 13 milles.

## Monument historique
Inscrit monument historique par un arrêté du 31 décembre 2015. Sur proposition de la Commission nationale des monuments historiques, la ministre de la Culture et de la Communication a, le 20 avril 2017, classé au titre des monuments historiques le phare de l'île de Batz.